# Milton Cortez
Milton Cortez Suárez (Trinidad; 5 de junio de 1962) es un cantautor y actor boliviano.Desde 1996 reside en la Ciudad de México, donde ha desarrollado su carrera artística.

## Biografía
Cortez nació en la ciudad de Trinidad, en el departamento de Beni. 
A los 10 años se mudó a la Ciudad de Santa Cruz y comenzó a cantar profesionalmente en un grupo de música electrónica. 
A los 13 años grabó su primer disco como solista. Dicha producción significó también su debut como compositor, ya que en ella se incluyó un bolero de su autoría.

## Carrera
Cortez grabó tres discos antes de irse becado a Brasil para continuar sus estudios de ingeniería civil. Con la intención de estudiar cine en Suecia, se trasladó a Estocolmo. Allí realizó estudios de producción de video artístico y televisión y conoció al músico y compositor Björn Johansson, con quien crea material para dos discos.
En 1989 representó a Bolivia en el festival OTI, con la romántica balada "Como dos enamorados", compuesta por él mismo. 
Edita un disco con Anders “Henkan” Henriksson, productor de muchos conocidos artistas suecos. El resultado fue un disco de oro por ventas en Bolivia, a donde regresó para protagonizar su primera telenovela.
Esta producción televisiva le permitió componer el tema principal, mismo que se incluye en su producción “Tu perfecto par” y que le brindó un segundo disco de oro y también le valió una nominación a mejor actor. Tras varias giras en Bolivia, decide internacionalizarse y se muda a Miami. Al poco tiempo firma con el sello discográfico de Alejandro Jaén, quien lanza “Cuando vuelvas a enamorarte de mí”, tema compuesto por Ricardo Ceratto. Este primer corte llama la atención del sello discográfico Rodven, que lo contrata. Su siguiente producción, bajo la dirección de Óscar Gómez, se realizó en Birmingham, Inglaterra. La promoción se inició con el lanzamiento del corte “Tras un cristal empañado”, compuesto por Ricardo Montaner, que alcanzó el primer lugar en el Hit Parade. Cortez recibió entonces el premio Aplauso USA como mejor cantante revelación 94-95.
En 1996 se mudó a México, donde inmediatamente es contratado como actor para participar en tres filmes y siete telenovelas (entre ellas Señora, Laberintos de pasión, DKDA y Salomé). Paralelamente, filmó tres películas y participó en la obra de teatro Bodas Inéditas.
En 2002 firmó con la compañía Action Marketing, la cual produjo en Italia su material discográfico titulado Milton Cortez, que lanza internacionalmente en el 2005, año en el que es llamado para coprotagonizar su cuarta película (Los Andes No Creen En Dios), estrenada en el 2007, siendo elegida entre las diez películas extranjeras finalistas para el premio Oscar 2008. También se integra al elenco de la telenovela “Destilando amor”. 
En el 2007 y 2008 firmó con Ramhaus Records en Estados Unidos y lanzó su disco ”Diez Rutas, Un destino” y se integró al elenco de la telenovela “Tormenta en el Paraíso”. Recibió el premio Tatú Tumpa del Festival Iberoamericano de Cine, a su trabajo como actor en agosto de 2008 y el premio Califa de Oro, en México, por la misma razón en octubre de 2008. 
En el 2010 filmó 3 películas; dos en español y una en inglés. En julio de 2011 filmó las películas “Viaje de Generación”, “Cristiada”,y “La Castración”. En el 2012 participó en la película “Olvidados”. 
En 2013 estrenó películas y lanzó su primer álbum en inglés, Love Coma, bajo la dirección de Marek Sledziewski, quien lo coprodujo con Artur Affek, y quien, también escribió todas las canciones, co-componiendo con Artur.